# Малая Сквирка
Малая Сквирка (укр. Мала Сквирка) — село, входит в Белоцерковский район Киевской области Украины.
Население по переписи 2001 года составляло 481 человек. Почтовый индекс — 09154. Телефонный код — 4563. Занимает площадь 14 км². Код КОАТУУ — 3220489702.

## История
Малая Сквирка, село в Киевской области. На восточной окраине села, на мысу, образованном впадением р. Сквирки в р. Рось (левый берег), городище. Неправильно-округлое в плане поселение (площадь 1,2 га) по периметру обнесено валом. Следы второго вала заметны на склоне к р. Сквирке. Подковообразный ров проходит у подножья городища с В. За рвом расположено обширное селище. И на городище и на селище встречаются многочисленные обломки древнерусской (XII—XIII вв.) гончарной керамики.
В селе родился Герой Советского Союза Михаил Михеев.

## Местный совет
09154, Киевская обл., Белоцерковский р-н, с. Яблоновка, ул. Центральная, 66